# Ботаническое общество Шотландии
Ботаническое общество Шотландии (BSS) — национальное научное общество ботаников Шотландии. Цели Общества — продвигать знания о растениях, водорослях и грибов. Деятельность Общества включает в себя лекции (в основном, проводимые в Эдинбурге, но также и в других шотландских городах), симпозиумы, полевые экскурсии, полевые проекты и ежегодную встречу, проводимую совместно с Ботаническим обществом Великобритании и Ирландии для обмена информацией между ботаниками, работающими в разных областях. Общество два раза в год публикует информационный бюллетень — BSS News и научный журнал «Экология и разнообразие растений» . Общество тесно связано с Королевским ботаническим садом Эдинбурга и шотландскими университетами.

## История
Общество основано 8 февраля 1836 года как Эдинбургское ботаническое общество. Его учредителями были профессор Эдвард Форбс, профессор Джон Хаттон Бальфур и доктор Ричард Парнелл.
В 1935 году Эдинбургское ботаническое общество объединилось с Шотландским криптогамным обществом, основанным в 1875 году, и включило его название в свое название. Его название снова изменилось в 1991 году на Ботаническое общество Шотландии, включающее в себя Криптогамное общество Шотландии. Ботаническое общество Шотландии является благотворительной организацией, зарегистрированной в Шотландии с 19 февраля 1918 года, и 15 апреля 2014 года стало Шотландской благотворительной объединённой организацией (SCIO) (№ SC016283).

## Мероприятия
BSS — единственное британское ботаническое общество, которое проявляет большой интерес к цветковым и нецветковым растениям (например, папоротникам, мхам и водорослям) и грибам. Этот широкий спектр интересов отражен в его программе ежемесячных лекций в зимние месяцы, проводимых в основном в Королевском ботаническом саду Эдинбурга. Летом и осенью проводятся полевые встречи для исследования растений по всей Шотландии. BSS также проводит курсы по специальным темам, таким как идентификация растений. Ежегодное собрание, Шотландская конференция ботаников, проводится каждую осень и проводится совместно с BSBI, BSS и Королевским ботаническим садом Эдинбурга. Время от времени проводятся симпозиумы и конференции, посвященные конкретным темам, таким как фенология растений.

## Публикации
Ботаническое общество Эдинбурга опубликовало свой первый журнал «Труды ботанического общества Эдинбурга» с 1844 по 1990 год. В 1991 году его заменили на «Ботанический журнал Шотландии», опубликованный издательством Edinburgh University Press, чтобы отразить изменение названия общества на «Ботаническое общество Шотландии» в том же году. В 2008 году, чтобы придать журналу международную привлекательность, Ботанический журнал Шотландии, в свою очередь, был заменен журналом «Экология и разнообразие растений», изданным Taylor & Francis. Экология и разнообразие растений был включен в Scopus в 2010 году, и в 2011 году он получил свой первый импакт-фактор 2.053.

## Президенты
Источник (1836—1937):
Ботаническое общество Эдинбурга
- 1836-1839 : Prof. Robert Graham[англ.] (1st President)
- 1839-1840 : Robert Kaye Greville (1st term)
- 1840-1841 : David Falconar
- 1841-1842 : Prof. Robert Christison
- 1842-1843 : Patrick Neill[англ.]
- 1843-1844 : Prof. Robert Graham[англ.] (2nd term)
- 1844-1845 : Andrew Douglas Maclagan[англ.] (1st term)
- 1845-1846 : Prof. John Hutton Balfour (1st term), the driving force behind the establishment of the society
- 1846-1847 : Robert Kaye Greville (2nd term)
- 1847-1848 : Rev. Prof. John Fleming (1st term)
- 1848-1849 : Prof. John Hutton Balfour (2nd term)
- 1849-1850 : Rev. Prof. John Fleming (2nd term)
- 1850-1851 : Prof. John Hutton Balfour (3rd term)
- 1851-1852 : William Seller[англ.] (1st term)
- 1852-1855 : Prof. John Hutton Balfour (4th term)
- 1855-1856 : Lt.-Col. Edward Madden[англ.]
- 1856-1857 : Rev. Prof. John Fleming (3rd term)
- 1857-1858 : William Seller[англ.] (2nd term)
- 1858-1859 : Andrew Murray[англ.]
- 1859-1860 : Prof. George James Allman
- 1860-1861 : William H. Lowe
- 1861-1862 : Thomas Croxen Archer[англ.]
- 1862-1863 : Prof. Andrew Douglas Maclagan[англ.] (2nd term)
- 1863-1864 : Prof. John Hutton Balfour (5th term)
- 1864-1865 : Alexander Dickson[англ.] (1st term)
- 1865-1866 : Robert Kaye Greville (3rd term)
- 1866-1867 : Isaac Anderson-Henry[англ.]
- 1867-1868 : Charles Jenner
- 1868-1869 : Hugh Francis Clarke Cleghorn[англ.], the "father of Indian forestry"
- 1869-1870 : Sir Walter Elliot[англ.]
- 1870-1871 : Alexander Buchan[англ.]
- 1871-1872 : Prof. Charles Wyville Thomson
- 1872-1873 : James McNab
- 1873-1877 : Sir Robert Christison, Bt.
- 1877-1879 : Thomas Alexander Goldie Balfour[англ.]
- 1879-1880 : William Gorrie
- 1880-1882 : Prof. Isaac Bayley Balfour (1st term)
- 1882-1884 : William Brack Boyd
- 1884-1887 : Prof. Alexander Dickson[англ.] (2nd term)
- 1887-1889 : William Craig[англ.]
- 1889-1891 : Robert Lindsay
- 1891-1893 : David Christison
- 1893-1895 : Prof. Frederick Orpen Bower[англ.]
- 1895-1897 : Andrew Peebles Aitken[англ.]
- 1897-1899 : William Watson
- 1899-1901 : Rev. David Paul
- 1901-1902 : Col. Fred Bailey, R.E.
- 1902-1904 : Prof. James William Helenus Trail[англ.]
- 1904-1906 : Prof. Isaac Bayley Balfour (2nd term)
- 1906-1908 : J. Rutherford Hill
- 1908-1910 : Thomas Bennet-Clark
- 1910-1912 : Albert William Borthwick
- 1912-1913 : Sir Archibald Buchan-Hepburn, Bt.
- 1913-1915 : R. Stewart MacDougall
- 1915-1917 : Robert Alexander Robertson[англ.]
- 1917-1920 : James Whytock
- 1920-1922 : William Gardner Smith[англ.]
- 1922-1925 : Prof. William Wright Smith (1st term)
- 1925-1927 : Prof. James Montagu Frank Drummond[англ.]
- 1927-1929 : Col. John Sutherland
- 1929-1931 : J. Rutherford Hill
- 1931-1933 : William Young
- 1933-1935 : Malcolm Wilson
- 1935-1937 : Prof. Sir William Wright Smith (2nd term)
- 1937-1939 : Alexander Cowan [7]
- 1939-1942 : James Robert Matthews[англ.] [8]
- 1942-1943 : Robert James Douglas Graham[англ.] [7]
- 1943-1945 : Edward Wyllie Fenton[англ.] [7]
- 1945-1947 : James Wyllie Gregor[англ.] [9]
- 1947-1950 : Elizabeth (Helen) May Knox [10]
- 1950-1951 : Prof. Sir William Wright Smith (3rd term)[11]
- 1951-1953 : John Macqueen Cowan[англ.][12]
- 1953-1955 : William Burns [13][14][15]
- 1955-1957 : James Alexander MacDonald[англ.] [16]
- 1957-1960 : Harold Roy Fletcher[англ.] [17]
- 1960-1962 : Anna M. Macleod [18]
- 1962-1964 : Prof. John Walton [19]
- 1964-1966 : Douglas Mackay Henderson[англ.] [20]
- 1966-1968 : J. Grant Roger [21]
- 1968-1970 : Prof. Robert Brown [22]
- 1970-1972 : David Hugh Neven-Spence[англ.] [23]
- 1972-1974 : Brian Lawrence Burtt[24]
- 1974-1976 : W.W. Fletcher [25]
- 1976-1978 : A.F. Dyer [26]
- 1978-1980 : William W. Gauld [27][28]
- 1980-1982 : Prof. Robert MacGregor Martyn Crawford [29][30]
- 1982-1984 : Prof. Charles Henry Gimingham[англ.] [31][32]
- 1984-1986 : Roy Watling[англ.]
- 1986-1988 : Prof. John Albert Raven[англ.] [33][34]
- 1988-1990 : Philip Morgans Smith [35]

Ботаническое общество Шотландии (1990-)
- 1990—1992 Доктор Джеймс Х. Диксон
- 1992—1994 Мисс Дж. Маскотт
- 1994—1996 Доктор Квитон Чен
- 1996—1998 Проф. Джон Проктор[36]
- 1998—2000 Проф. Элизабет Каттер
- 2000—2002 Доктор Джордж Арджент
- 2002—2004 : Мистер Филип Ласби
- 2004—2006 Доктор Дуглас Малкольм
- 2006—2008 Проф. Ричард Эбботт
- 2008—2010 Доктор Кристофер Джеффри
- 2010—2012 Доктор Барбара Самнер
- 2012—2017 Проф. Джон Грейс[37]
- 2017—2019: доктор Брайан Баллинджер[38]
- 2019-настоящее время: доктор Джулия Уилсон